# Stazione delle Precedenze
La stazione delle Precedenze era una stazione ferroviaria completamente sotterranea, poi trasformata in Posto di Comunicazione, sita a metà circa della Grande galleria dell'Appennino, lungo la linea ferroviaria Firenze-Bologna.

## Storia

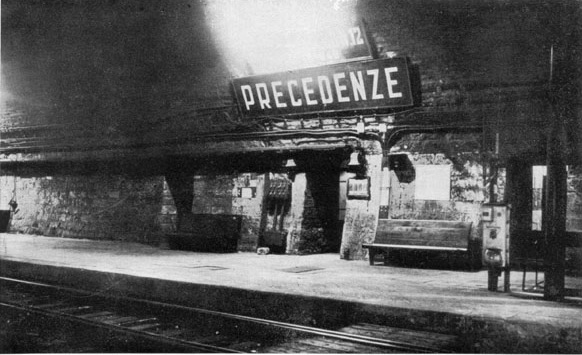
Stazione delle Precedenze nel 1961

La stazione venne realizzata per continuare la cadenza dei posti di blocco lungo la ferrovia: data la grande lunghezza della galleria (18.507 m), venne deciso di posizionare il posto di blocco n. 12 a metà del tunnel. Inoltre, si pensò di poter far cambiare binario ai treni (peraltro, in caso di incidente, malfunzionamento o manutenzione sulla linea, era altresì possibile utilizzare il binario unico alternato). In seguito si progettò una via per poter fermare un convoglio lento e dare la precedenza ad un treno veloce: nel punto individuato venne quindi scavato uno slargo, detto "camerone", per ospitare il personale, gli apparati di controllo, i marciapiedi e l'imbocco dei due tunnel secondari a forma di banana in cui erano presenti i binari di precedenza.
Il 5 dicembre 1929 presso la stazione si tenne la cerimonia, officiata dall'arcivescovo di Bologna, il cardinale Giovanni Battista Nasalli Rocca di Corneliano, per la caduta dell'ultimo diaframma della galleria dell'Appennino.
La stazione, dotata di banchine per il servizio passeggeri, venne inaugurata contestualmente alla intera linea ferroviaria Direttissima, il 22 aprile 1934.
Il servizio viaggiatori fu attivo fino agli anni sessanta, quando lo stesso venne soppresso per motivi di sicurezza e scarsità del traffico. In tempi successivi l'impianto fu reso telecomandato e conseguentemente divenne impresenziato. La stazione non ebbe mai gli istrumenti di blocco in quanto la linea fu inaugurata direttamente con il blocco elettrico automatico a correnti fisse a due aspetti e quindi munita di due relè BA.

## Strutture e impianti

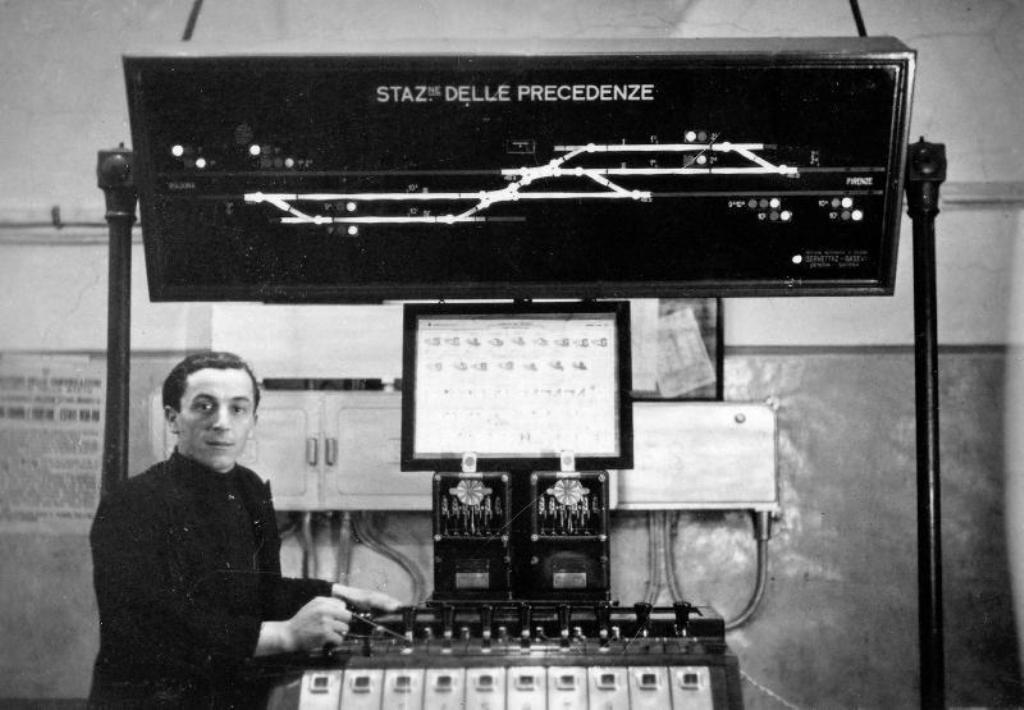
Il vecchio banco ACE, tipo AEG, e quadro luminoso

La stazione è posta alla chilometrica 46+848, distante 8893 m dall'ingresso nord e 9614 m dall'ingresso sud della Grande galleria dell'Appennino.
L'impianto è dotato di un ufficio dove risiedeva il dirigente movimento della stazione e di due binari di precedenza. Per l'accesso all'impianto, nel periodo in cui esso era presenziato, venivano utilizzate le discenderie costituite dagli originari cunicoli utilizzati per lo scavo della galleria, accessibili dall'abitato di Cà di Landino, inclinati di 27 gradi e dotati di 1863 scalini, la cui salita richiedeva circa un'ora. Due giorni all'anno, un raggio di sole si infiltrava per pochi minuti fino al camerone delle Precedenze.
La stazione era dotata di otto deviatoi semplici, due scambi inglesi, quattro tronchini di protezione e due binari di ricovero per i treni che cedevano il passo.
Utilizzata solo come posto di comunicazione, l'impianto dispone di 2 binari di precedenza di 450 m di lunghezza resi in seguito tronchi, e due comunicazioni di scambi che vengono utilizzate per fare cambiare binario ai treni quando questo si rivela necessario.